# Helen Gardner
Helen Louise Gardner (Binghamton. 2 de setembre de 1884 – Orlando, 20 de novembre de 1968) va ser una actriu teatral i de cinema nord-americana. Va actuar en una seixantena de pel·lícules, fent majoritàriament rols protagonistes. Va ser la primera actriu a fundar el seu propi estudi, la Helen Gardner Picture Players. També va ser dissenyadora de vestuari, guionista o editora d'alguna de les seves pel·lícules.

## Biografia
Gardner va néixer a Binghamton, Nova York, el 1884. Va estudiar a l'American Academy of Dramatic Arts i es va graduar a la Sargent Dramatic School. Inicialment, va començar com a actriu teatral. El 16 d'octubre de 1902, poc després de fer 18 anys, es va casar amb Duncan Clarkson Pell, Sr. a West Haven. El casament es va produir una setmana després que Pell hagués obtingut el divorci de la seva primera dona. La parella va tenir un fill però el 1906 Gardner va abandonar Pell per continuar la seva carrera d'actriu. Tot i això no es van arribar a divorciar mai, per lo que van continuar casats fins a la mort de Pell el 1964.
El 1910 va ser contractada per la Vitagraph. Entre les pel·lícules d'aquesta època destaca els seu paper com a Becky Sharp a Vanity Fair (1911), pel qual ha estat considerada la primera "Vamp" de la pantalla. El 1912, gràcies al capital proveït per la seva família, va abandonar la Vitagraph per formar la seva pròpia productora, la Helen Gardner Picture Players, establerta a Tappan. Va ser la primera actriu en fer aquest pas. Per a la direcció i com a manager va contractar Charles L. Gaskill, amb qui mantenia una relació i que ja l'havia dirigit a la Vitagraph. La seva primera producció va ser Cleopatra (1912), que va ser un dels primers llargmetratges americans. Amb la companyia va arribar a produir deu pel·lícules abans de tancar-la el 1914. A finals d'aquell any va tornar a la Vitagraph per poc temps abans de ser contractada per la Universal. Per aquell temps la seva popularitat va començar a decaure i es va retirar el 1924.
A la dècada del 1950 es va establir a Orlando, on ja havia viscut amb el seu marit,. Va morir en aquesta localitat als 84 anys el 20 de novembre de 1968.

## Filmografia
Entre parèntesis s'indica l'any d'estrena de la pel·lícula
Primera etapa a la VItagraph
- How She Won Him (1910)
- A Tale of Two Cities (1911)
- The Inherited Taint (1911)
- The Wooing of Winifred (1911)
- The Show Girl (1911)
- For Her Brother's Sake (1911)
- The Sleep Walker (1911)
- Barriers Burned Away (1911)
- A Quaker Mother (1911)
- The Lure of Vanity (1911)
- Treasure Trove (1911)

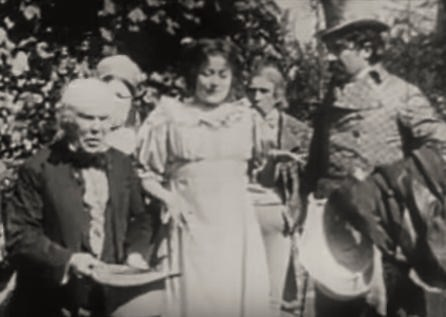
William Shea, Helen Gardner i Harry Northrup en un fotograma de la pel·lícula Vanity Fair(1911)

- She Came, She Saw, She Conquered (1911)
- The Death of King Edward III (1911)
- For Love and Glory (1911)
- By Woman's Wit (1911)
- Ups and Downs (1911)
- Regeneration (1911)
- Madge of the Mountains (1911)
- Arbutus (1911)
- An Aeroplane Elopement (1911)
- The Girl and the Sheriff (1911)
- The Freshet (1911)
- Vanity Fair (1911)
- A Reformed Santa Claus (1911)
- Where the Money Went (1912)
- A Problem in Reduction (1912)
- Her Boy (1912)
- The Love of John Ruskin (1912)
- The Old Silver Watch (1912)
- The Illumination (1912)
- The Serpents (1912)
- An Innocent Theft (1912)
- Yellow Bird (1912)
- The Miracle (1912)
- The Heart of Esmeralda (1912)
- The Party Dress (1912)
- Vampire of the Desert (1913)
- Alixe; or, The Test of Friendship (1913)

Transició
- Becky, Becky (1913, Rex Motion Picture Company)
- Eureka! (1913, IMP)

Helen Gardner Picture Players
- Cleopatra (1912)
- The Wife of Cain (1913)
- A Sister to Carmen (1913)
- A Princess of Bagdad (1913)
- Olga Treskoff (1913)
- A Daughter of Pan (1913)

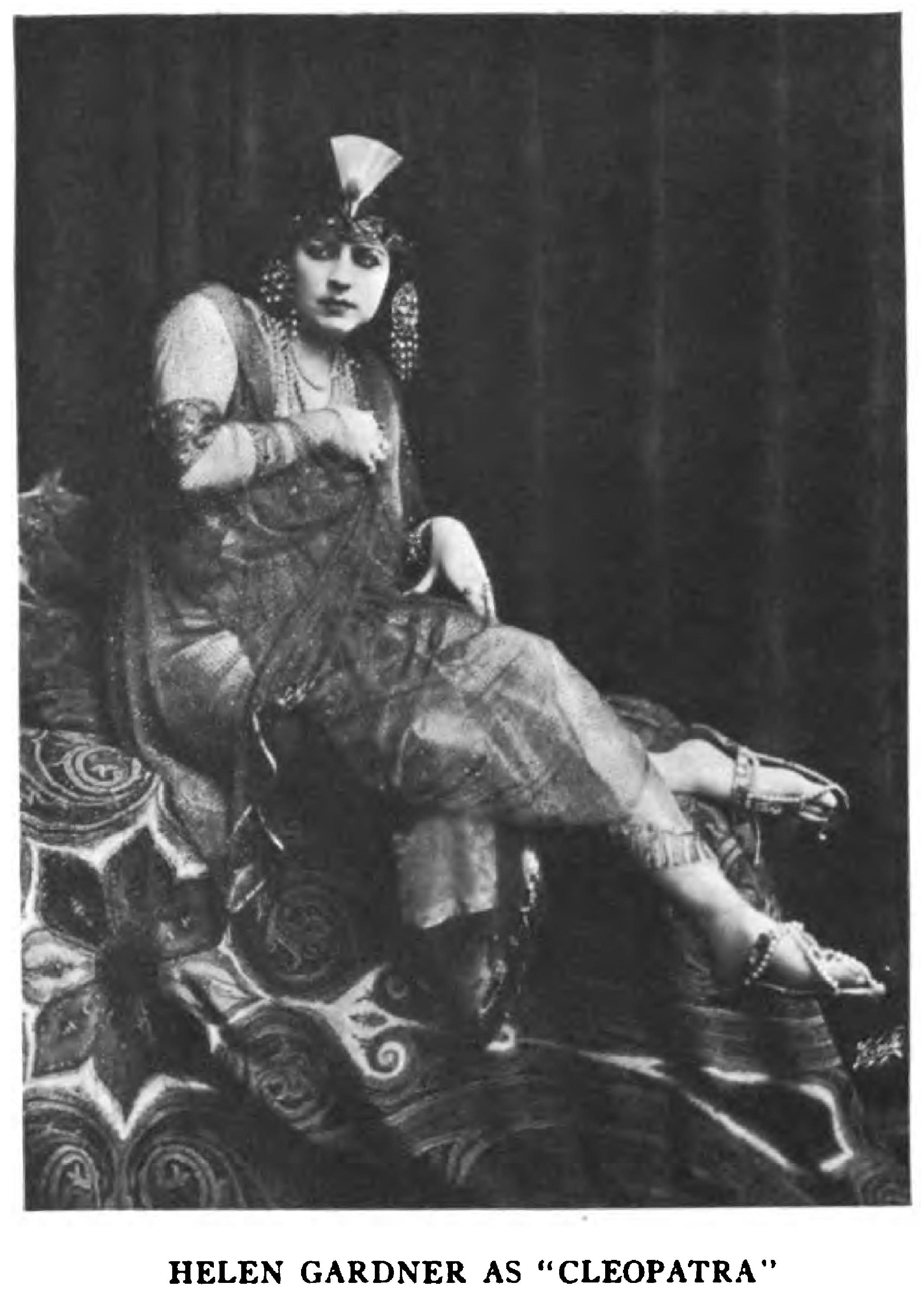
Helen Gardner a la pel·lícula Cleopatra (1912)

- The Girl with the Hole in Her Stocking (1914)
- Pieces of Silver: A Story of Hearts and Souls (1914)
- Fleur de Lys (1914)
- And There Was Light (1914)

Tornada a la Vitagraph
- The Strange Story of Sylvia Gray (1914)
- The Butterfly (1914)
- The Moonshine Maid and the Man (1914)
- Underneath the Paint (1914)
- The Breath of Araby (1915)
- The Still, Small Voice (1915)
- Snatched from a Burning Death (1915)
- Miss Jekyll and Madame Hyde (1915)

Darreres pel·lícules
- The Common Sin (1917, Universal)
- The Sleep of Cyma Roget (1920, Lejaren a'Hiller Productions)
- Sandra (1924, Associated First National Pictures)